# Machtergreifung

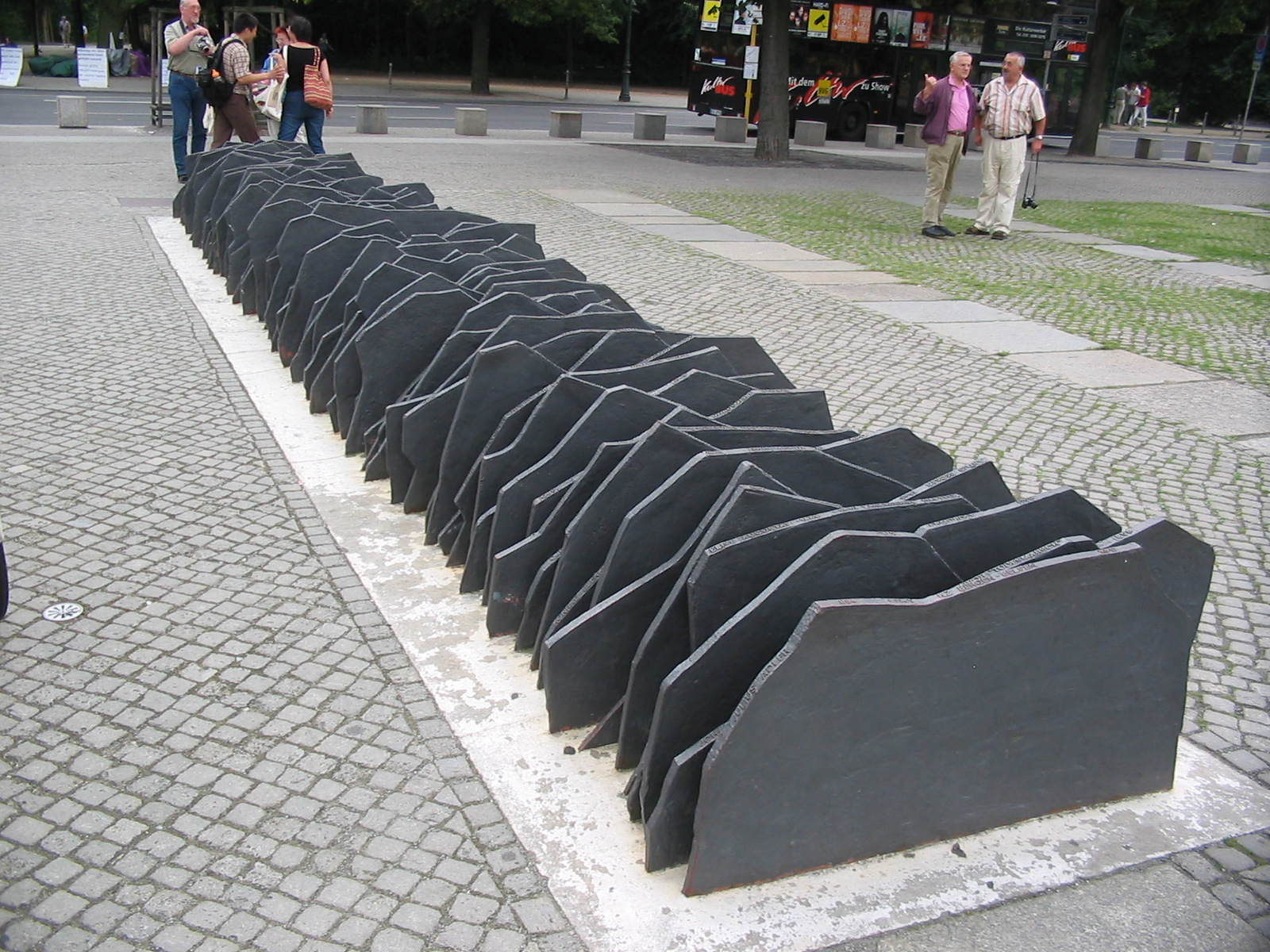
Memorial a Berlín. 96 plaques de pissarra que recorden els 96 membres del Reichstag (parlament alemany) de la República de Weimar assassinats pels nazis després que arribessin al poder el 1933

Machtergreifung [ˈmaxtɛɐ̯ˌgʀaɪ̯fʊŋ] (traducció: presa del poder) o Machtübernahme [ˈmaxtybɐˌnɑˑmə] (traducció: pujada al poder) és la presa del poder governamental en l'estat alemany pel partit nazi i els seus aliats nacionalistes conservadors i la posterior conversió de la democràcia existent de la República de Weimar al Tercer Reich d'Adolf Hitler el 1933.

## El Terme
Quan s'utilitza en alemany, tant Machtergreifung i especialment Machtübernahme conserven els seus significats més generals, i l'últim no està particularment relacionat amb els nazis. Machtübernahme es refereix qualsevol presa del poder, ja sigui pacífica o violenta i legítima o il·legítima.
El terme Machtergreifung va ser encunyat pels mateixos nazis per tal de retratar al seu accés al poder com un atac actiu (també se'n va utilitzar un d'alternatiu: Nationale Erhebung 'alçament nacional'). Però, que Hitler accedís a la cancelleria va ser més el resultat de la intriga més que d'una revolució activa, el terme ha estat criticat per historiadors i algunes vegades és reemplaçat pel terme Machtübertragung ("lliurament de poder") o, polèmicament més, Machterschleichung ("colar-se al poder ").
Un altre nom comú per als nazis al poder el 1933, és la Brown Revolution (revolució marró), es refereix a les camises de color marró que van servir com l'uniforme de les SA, per què els seus membres eren coneguts com a "camises marrons".

## Història

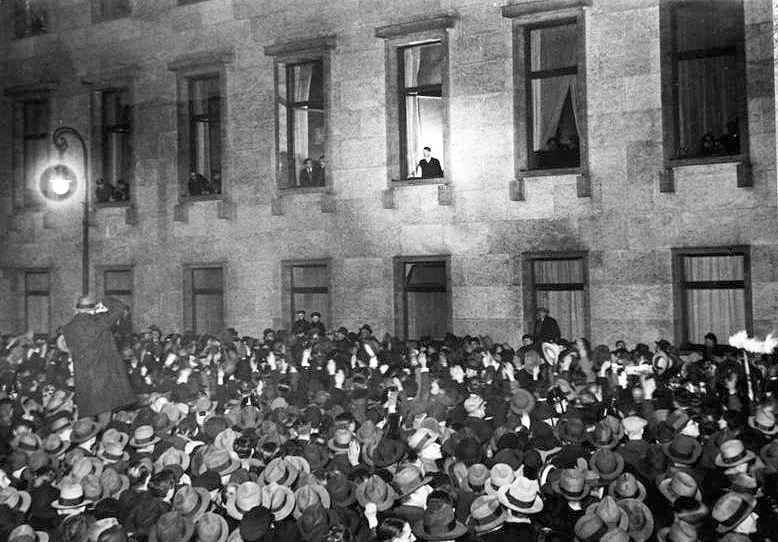
Hitler saludant des de la finestra de la Cancelleria després de prendre el poder el 30 de gener de 1933

Els nazis havien après de la fallida del Putsch de Múnic, (9 de novembre de 1923) i van desenvolupar una "Legalitätsstrategie" (estratègia de la legalitat) per la seva "Revolució Nacional" per observar formalment la llei.
Després de l'enorme èxit del partit nazi a les eleccions de 1930, el govern de Heinrich Brüning (Centre), va tractar de mantenir l'estat i la constitució viva a través d'un govern de minoria amb el suport dels socialdemòcrates. Brüning empès a través d'una llei que proscriu les SS nazis i les organitzacions paramilitars SA, que va haver de ser revocada el 1932 després de la pressió de les forces de dreta a encapçalades per Kurt von Schleicher.
Des d'una perspectiva econòmica, Brüning va provocar un augment de la desocupació a través del seu programa rígid d'equilibrar el pressupost públic. L'1 de juny de 1932 el President del Reich, Paul von Hindenburg, a instàncies de Schleicher, va nomenar el no-partidista canceller Franz von Papen, qui es va esforçar per a la col·laboració amb els nazis per la seva popularitat personal. Les negociacions van fracassar a causa de les demandes de Hitler per la Cancelleria, el govern de Von Papaen no va viure gaire temps i en les eleccions de 1933 Hitler va ser nomenat Canceller.
El Machtergreifung va estar seguit per la Gleichschaltung, el període voltant de l'any 1934, que es caracteritzà per l'eliminació sistemàtica de les organitzacions no-nazis que podrien influir en les persones, com ara els sindicats i els partits polítics.